# Авијатик C.V
Авијатик C.V је немачки извиђачки авион. Авион је први пут полетео 1917. године.

## Пројектовање и развој
Године 1917. изграђен је једини прототип авиона Авиатик C.V, на коме је доње крило било конзолно везано за труп, а горње крило направљено у облику „галебовог“ крила, због чега је било значајно побољшана прегледност пилоту и осматрачу.

## Технички опис
Труп је имао основну дрвену конструкцију већим делом обложену шперплочама. Попречни пресек трупа је био правоугаоног облика, стим што је горња стана трупа била заобљена. На кљуну трупа се налазио линијски мотор обложен лименом капотажом. Предљи део трупа одмах иза мотора је био такође обложен алуминијумским лимом. У трупу су се налазиле две комотне отворене кабине пилота, са управљачким механизмом који је био комбинација полужног и жичаног система и сетом инструмената за контролу лета авиона и рада мотора и осматрача. Пилот је био заштићен ветробранским стаклом а имао је и наслон за главу.
Погонска група се састијала од једног 6-то цилиндричног, линијског, течношћу хлађенок мотора Ardus Ac III снаге 132 kW (180 KS). Елиса је била дрвена двокрака са фиксним кораком.
Крила су имала дрвену конструкцију са две рамењаче обложену платном. Горње и доње крило су била различита. Конструктивно, горње крило је имало облик галебовог крила а доње крило је било равно. Са обе стране су крила са два пара V упорница везана међусобно.  Крилца су била исте, дрвене конструкције пресвучене платном и налазила су се само на горњим крилима.
Реп авиона је био класичан, један вертикални и два хоризонтална стабилизатора дрвене конструкције пресвучене лепенком. Кормило правца и кормила дубине си имала метални конструкцију пресвучену импрегнираним платном.
Стајни трап је фиксан конвенционалног типа са крутом осовином, напред точкови а назад на репу авиона налази се еластична дрљача као трећа ослона тачка.

## Наоружање
Авион је био наоружан са два митраљеза калибра 7,9 мм.
Авион Авијатик C.V је биo наоружан са једним фиксним синхронизованим митраљезом  калибра 7,92 mm који је гађао кроз обртно поље елисе а други LMG 14 Parabelum калибра 7,92 mm на турели код осматрача.
| Наоружање авиона: Авијатик C.V |                                     |
| Ватрено (стрељачко) наоружање  |                                     |
| Топ                            |                                     |
| Митраљез                       |                                     |
| Број и ознака митраљеза        | 1 х LMG 08/15; 1 x LMG 14 Parabelum |
| Калибар                        | 1 x 7,92; 1 x 7,92                  |
| Бомбардерско наоружање (бомбе) |                                     |
| Укупна маса                    | 60                                  |
| Ракетно наоружање (ракете)     |                                     |

## Верзије
Авион је направљен у једном примерку (прототип).

## Оперативно коришћење
Тестирање летних карактеристика авиона.

## Земље које су користиле авион
- Немачко царство